# Campeonato Curdistanês de Futebol de 2018
A Kurdistan Premier League 2017-18 foi a 12ª edição oficial da principal divisão do Campeonato Curdistanês de Futebol. Foi organizada pela Associação de Futebol do Curdistão Iraquiano.
Programada para iniciar em outubro de 2017, a abertura da temporada ficou suspensa, devido ao conflito curdo-iraquiano, que impossibilitou a preparação de diversos clubes. Assim, a edição 2017-18 do campeonato iniciou-se apenas em janeiro de 2018, com a participação de somente 9 dos 14 times inscritos.

## Sistema de Disputa
Os 9 times jogam entre si em turno e returno. A equipe campeã é aquela que somar mais pontos nas partidas. Neste ano, não houve rebaixamento para a Divisão 1 do campeonato, por conta da impossibilidade de diversos clubes de participarem. Os mesmos poderão retornar na temporada seguinte.

## Classificação Final
| # | Texto do cabeçalho | J  | Pts | Classificação |
| - | ------------------ | -- | --- | ------------- |
| 1 | Zeravani SC        | 16 | 31  | Campeão       |
| 2 | Brayati FC         | 16 | 28  | Salvo         |
| 3 | Handren            | 16 | 25  | Salvo         |
| 4 | Ararat             | 16 | 21  | Salvo         |
| 5 | Erbil SC           | 16 | 20  | Salvo         |
| 6 | Newroz             | 16 | 18  | Salvo         |
| 7 | Zakho              | 16 | 18  | Salvo         |
| 8 | Hawler Peshmerga   | 16 | 16  | Salvo         |
| 9 | Sherwana FC        | 16 | 16  | Salvo         |

## Premiações
| Campeonato Curdistanês de Futebol de 2018 |
| ----------------------------------------- |
| Zeravani SC Campeão (4º título)           |

### Artilheiro
O brasileiro Thiago Amaral, do Zevarani SC, recebeu a Chuteira de Ouro por ter sido o maior marcador do campeonato, com 12 gols.

## Ligações Externas
- Kurdistan FA - Página oficial no Facebook (em curdo)